# Larissa Bonfante
Pour les articles homonymes, voir Bonfante.
Larissa Bonfante, née à Naples) le 27 mars 1931 et morte à New York le 23 août 2019, est une archéologue et étruscologue italienne, professeur émérite à l'Université de New York, membre de la section américaine de l'Istituto Nazionale di Studi Etruschi e Italici de Florence.

## Biographie
Larissa Bonfante est née à Naples. Elle était la fille du professeur Giuliano Bonfante. Elle a étudié les beaux-arts et les classiques au  Barnard College, obtenant le diplôme en 1954 ; elle a obtenu sa maîtrise en lettres classiques à l'Université de Cincinnati en 1957 et son doctorat en histoire de l'art et archéologie à l' Université Columbia en 1966. Elle a étudié à Columbia avec Otto Brendel. Ses premiers travaux se sont déroulés sur le terrain à Cerveteri aux côtés de Massimo Pallottino. 
En 2007, Larissa Bonfante a reçu la Médaille d'or de l'Institut archéologique américain pour ses travaux archéologiques.
Larissa Bonfante a collaboré avec son père, Giuliano dans l'étude de la civilisation étrusque.

### Études
- B.A. (beaux-arts et classiques) Barnard College, 1954
- M.A. (classiques), Université de Cincinnati, 1957
- Ph.D. (histoire de l'art et archéologie), Université Columbia, 1966

## Ouvrages
- Habits étrusques, 1975
- La langue étrusque : une introduction, 1983 (avec Giuliano Bonfante)
- Etruscan life and afterlife: a handbook of Etruscan studies[5], 1986
- Corpus Speculorum Etruscorum, 1997
- La naissance des écritures : du cunéiforme à l'alphabet, Seuil, 1997  (EAN 9782020334532) (avec John Chadwick, B. F. Cook, John-F Healey)
- Mythes étrusques, 2006 (avec Judith Swaddling)

## Sources
- (en) Cet article est partiellement ou en totalité issu de l’article de Wikipédia en anglais intitulé « Larissa Bonfante » (voir la liste des auteurs).